# Малахова Яна Олександрівна
Яна Олександрівна Малахова (нар. 17 лютого 1995) — українська футболістка, нападниця жіночої збірної України.

## Клубна кар'єра
Футбольну кар'єру розпочала в 14-річному віці у складі «Житлобуду-2». У Першій лізі чемпіонату України дебютувала в 2010 році. Наступний сезон також відіграла у Першій лізі. 5 листопада 2011 року в фінальному поєдинку жіночого кубку України проти чернігівської «Легенди» Яна Малахова, обурена суддівством у тому матчі отримала червону картку, при цьому дозволила собі в бік арбітра нецензурний жест. Проте головна суддя того матчу не вказала про нього в своєму рапорті. Тому комітет жіночого футболу зобов'язав нападницю вибачитися перед арбітром й більше не дозволяти собі подібних вчинків. 14 листоопада Яна Малахова вибачилася перед Людмилою Тельбух. У Вищій лізі чемпіонату України дебютувала 21 квітня 2012 року в нічийному (1:1) домашньому поєдинку 1-о туру проти «Іллічівки». Яна вийшла на поле з капітанською пов'язкою в стартовому складі та відіграла увесь матч, а на 67-й хвилині відзначилася дебютним для себе голом у Вищій лізі. Сезон 2013 року розпочала в «Житлобуді-2», проте згодом залишила команду, у футболці якої у Вищій лізі зіграла 24 матчі та відзначилася 2-а голами. 
По ходу сезону 2013 року перейшла до іменитішого «Житлобуду-1», за який дебютувала 21 серпня в переможному (4:1) виїзному поєдинку 9-о туру Вищої ліги проти «Житлобуду-2». Малахова вийшла на поле в стартовому складі, а на 46-й хвилині її замінила Марія Тихонова. Дебютним голом за нову команду відзначилася 28 серпня 2014 року на 65-й хвилині переможного (8:2) виїзного поєдинку 10-о туру чемпіонату України проти «Родини-Ліцею». Яна вийшла на поле на 56-й хвилині, замінивши Марину Масальську. Разом з харківським клубом двічі вигравала чемпіонат України та кубок країни, виступала в жіночій Лізі чемпіонів. У Вищій лізі України у складі «Житлобуду-1» зіграла 16 матчів, відзначилася 9-а голами.
Напередодні старту сезону 2015 року повернулася до «Житлобуду-2». Дебютувала за «нову-стару» команду 26 квітня 2015 року в переможному (4:0) домашньому поєдинку 1-о туру чемпіонату України проти «Ятраня-Берестівця». Малахова вийшла на поле на 58-й хвилині, замінивши на 58-й хвилині Олену Цибіну. Дебютним голом за «Житлобуд-2» відзначилася 30 травня 2015 року на 57 та 73-й хвилинах переможного (5:1) домашнього поєдинку 6-о туру чемпіонату України проти столичного «Атекс-СДЮШОР №16». Яна вийшла на поле в стартовому складі та відіграла увесь матч. Наприкінці березня 2015 року отримала травму гомілкостопа в одному з товариських матчів, через що пропустила близько місяця. Разом з харківським клубом двічі вигравала чемпіонат України.
У 2023 році Яна Малахова деякий час пограла у другому дивізіоні Іспанії за клуби «Логроньо» та «Прадехон», після чого підписала контракт з гегемоном жіночого футбоу Словенії командою «Мура». 

## Кар'єра в збірній
Викликалася до збірних України різних вікових категорій. У 2010 році перебувала в заявці збірної України у 3-х матчах чемпіонату Європи U-17. Вперше у футболці дівочої збірної України WU-17 зіграла 30 вересня 2011 року в переможному (3:0) поєдинку проти одноліток з Азербайджану. Малахова вийшла на поле в стартовому складі та відіграла увесь матч, а на 58-й хвилині відзначилася голом. За команду WU-17 зіграла 3 матчі, відзначилася 1 голом.
З 2012 року виступала за команду WU-19, за яку дебютувала 20 жовтня 2012 року в переможному (10:0) поєдинку проти Фарерських островів. Яна вийшла на поле на 46-й хвилині, замінивши Яну Калініну. Єдиним голом за збірну цієї вікової категорії відзначилася 23 вересня 2013 року на 73-й хвилині переможного (2:1) поєдинку жіночого чемпіонату Європи U-19 проти одноліток з Північної Ірландії. У футболці збірної WU-19 зіграла 11 матчів, відзначилася 1 голом.
Виступає за національну збірну України, дебютний гол у футболці збірної забила у товариському матчі проти збірної Косово.

## Досягнення
«Житлобуд-1»
- Вища ліга чемпіонату України
  -  Чемпіонка (1): 2013, 2014

- Кубок України
  -  Володарка (1): 2013, 2014

«Житлобуд-2»
- Вища ліга чемпіонату України
  -  Чемпіонка (2): 2016, 2017
  -  Срібна призерка (1): 2017/18
  -  Бронзова призерка (1): 2015

«Мура»
- Вища ліга чемпіонату Словенії
  -  Чемпіонка (1): 2023–24

- Кубок Словенії
  -  Володарка (1): 2023–24